# سام دان
سام دان هو عالم إنسان ومخرج كندي، ولد في 20 مارس 1974 في Stroud ‏ في المملكة المتحدة.

## وصلات خارجية
- الموقع الرسمي
- سام دان على موقع IMDb (الإنجليزية)
- سام دان على موقع ألو سيني (الفرنسية)
- سام دان على موقع أول موفي (الإنجليزية)
- سام دان على موقع قاعدة بيانات الأفلام السويدية (السويدية)
- سام دان على موقع قاعدة بيانات الفيلم (الإنجليزية)
- سام دان على موقع كينوبويسك (الروسية)